# Турмберг
Турмберг (нім. Turmberg) — гора в Німеччині (висота над рівнем моря — 256 м), на території землі Баден-Вюртемберг, в колишній столиці Бадена, місті Дурлах, який сьогодні є одним з міських районів міста Карлсруе. 
На гору веде фунікулер, збудований в 1888 році.

## Опис
На ділянці біля вершини SWW схилу Турмберга знаходяться руїни замку Гогенберг, чия вежа, що збереглася, є оглядовою баштою. 
Це популярне місце для екскурсій, а за ясної погоди має файний краєвид на долину Рейну приблизно на 140 м нижче, Пфальцький ліс і Ельзас.
Неподалік від руїн замку, на плато вершини гори, розташована спортивна школа Шенек футбольної асоціації Бадена, побудована в 1953 році, де, серед іншого, Збірна Німеччини з футболу 1954 року під керівництвом Зеппа Гербергера готувалася до чемпіонату світу.
Мотузковий лісовий парк Карлсруе також розташований поруч із великим дитячим майданчиком у лісі Турмберг.
Житлові райони, розташовані на схилі Турмберга, звідки відкривається вид на рівнину Рейну, є одними з популярних районів проживання знаменитостей. На плато в одному кілометрі на південний схід від Турмберг лежить Ритнертгоф, який був заснований у другій половині XVIII століття за ініціативою маркграфині Кароліни Луїзи та перебудований на початку XX століття архітекторами Curjel & Moser на замовлення Едуарда Мертона. 
 
Пізніше керуючий директор FlowTex Манфред Шмідер жив у парковій частині в маєтку площею 60 000 м² із власним вертолітним майданчиком. 

## Географія
Турмберг розташований на межі Крайхгау та Шварцвальда і з січня 2021 року є частиною Центрального/Північного природного парку Шварцвальд. 
Є складовою Крайхгау. 
, 
проте деякі науковці розглядають його як найпівнічнішу висоту Шварцвальду. 
Вершина гори складена з вапняку-черепашнику, що нетипово для Шварцвальду. 

З північного заходу, заходу та півдня від гори лежить Дурлах, а на північному сході — Гретцинген, інший район Карлсруе.
Гори, які розташовані на північ, належать вже до Крайхгау. На південь від Турмберга знаходиться Шварцвальд. 

## Фунікулер
Турмбергбан —  найстаріший діючий фунікулер в Німеччині. 
На початку Другої світової війни функціонування було короткочасно перервано, але незабаром відновилося. 
В результаті бойових дій в 1945 фунікулер був сильно пошкоджений і був відремонтований тільки до весни 1946 року. 
На сьогоднішній день ні транспортні засоби, ні інфраструктура фунікулера не є тими, якими вони були на початку експлуатації і багато разів реконструювалися.